# Rodrigo Gómez (futbolista chileno)
Rodrigo Vicente Gómez Peña (Chile, 25 de enero de 1968) es un exfutbolista chileno. Jugaba de defensa y mediocampista, militando en diversos clubes de Chile.
Surgido de las divisiones inferiores de la Universidad Católica, en 1989 es mandado a préstamo al club Palestino en ese entonces en Segunda división, equipo con el cual al final de temporada logra el ascenso a Primera división.
En 1993, nuevamente en Universidad Católica alcanza la final de la Copa Libertadores.

## Selección nacional
Ha sido internacional con la Selección de fútbol de Chile que disputó la Copa América 1991.

### Participaciones en Copa América
| Copa              | Sede  | Resultado    |
| ----------------- | ----- | ------------ |
| Copa América 1991 | Chile | Tercer lugar |

## Clubes
| Club                 | País  | Año       |
| -------------------- | ----- | --------- |
| Universidad Católica | Chile | 1986-1988 |
| Palestino            | Chile | 1989-1991 |
| Universidad Católica | Chile | 1992-1997 |

## Palmarés

### Títulos nacionales
| Título           | Equipo                    | País  | Año    |
| ---------------- | ------------------------- | ----- | ------ |
| Primera División | C.D. Universidad Católica | Chile | 1987   |
| Copa Chile       | C.D. Universidad Católica | Chile | 1995   |
| Primera División | C.D. Universidad Católica | Chile | 1997-A |

### Torneos internacionales
| Título              | Equipo               | País  | Año  |
| ------------------- | -------------------- | ----- | ---- |
| Copa Interamericana | Universidad Católica | Chile | 1994 |